# Кафана Три сељака
Кафана „Три сељака” се налазила у Улици краља Милана број 124. Извдајањем Теразија улица је скраћена за 50 бројева, па се кафана налазила на броју 74, на углу Улице краља Милана и Славије.

## Историјат
Када је отворена, осамдесетих година 19. века, кафана се налазила на самој периферији Београда. Била је то права сеоска механа са прљавим двориштима и шталама где су смештани коњи и кола сељака и рабаџија који су довозили храну и остале потрепштине за Београд, а одатле односили робу за унутрашњост. Све до отварања железничке станице била је значајно варошко стециште.
Касније је кафана реконструисана и претворена у отменију варошку кафану. Хроничари бележе да су лети изношени столови на тротоар испред кафане и да је специјалитет куће био гурмански рестовани кромпир са „јагњећином”. Њени гости су углавном били отмени људи, наставници с Медицинског факултета, глумци, министри, а свој сто имао је и првак демократа Љуба Давидовић.
Некадашње двориште претворено је у башту кафане која је коришћена и за концерте. Године 1924. угошћени су представници и чланови друштва „Слога” из Осијека. Исте године, на неколико месеци, кафана је била и седиште друштва „Абрашевић”. У њој су, поред концерата, организована и разна предавања, што потврђују записи из 1923. и 1929. године. У бомбардовању Београда 6. априла 1941. године није оштећена, тако да је радила и за време Другог светског рата. Кафана је имала и једну заклоњену салу, неку врсту великог сепареа у којем су могли да се одвијају затворени састанци, па су тако овде организовани састанци различитих удружења.
Срушена је 1942. године ради проширења трга Славија.